# Olivier Bausset
Olivier Bausset (ur. 1 lutego 1982 w Awinion) – francuski żeglarz sportowy, brązowy medalista olimpijski.
Brązowy medalista igrzysk olimpijskich w 2008 roku w klasie 470 (razem z Nicolasem Charbonnierem).